# Abbey Road (album)
Az Abbey Road a Beatles tizenkettedik albuma, mely 1969. szeptember 26-án (az USA-ban október 1-jén) jelent meg. Bár megelőzte a Let It Be-t, mégis ez volt az, amit utoljára vettek fel és ezért sokan a zenekar hattyúdalának tartják. Az album producere George Martin volt. A rajongók szerint ez a Beatles egyik legjobb albuma. A Rolling Stone minden idők 500 legjobb albuma listáján a 14. helyre sorolták. A 2020-as listán az 5. helyre jött előre, maga mögött hagyva 5 másik Beatles lemezt amik korábban előtte voltak. Emellett szerepel az 1001 lemez, amit hallanod kell, mielőtt meghalsz című könyvben.

## Az album eredete
A Get Back album katasztrofálisan rossz próbafelvételei után (melyek anyagát a kiadás előtt Let It Be-re keresztelték át) Paul McCartney felajánlotta George Martinnak, hogy a Beatles készít egy albumot, úgy, „mint a régi szép időkben… ahogy szoktuk”, félretéve a Fehér Album felvétele alatti konfliktusokat. Martin belement, de csak azzal a feltétellel, hogy a zenekar „úgy dolgozik, mint régen”; az album ennek a kompromisszumnak az eredménye. A két oldal stílusa sokban eltér; erre azért volt szükség, hogy mind John Lennon, mind McCartney elégedett legyen. Az első oldal (Lennon javaslatára) külön dalokból áll, míg a második oldal dalai (McCartney javaslatára) egy hosszú egyveleggé állnak össze.
Az album címe eredetileg Everest lett volna.

## A dalok

### John Lennon
Az album nyitódalát, a Come Together-t Lennon eredetileg Timothy Leary kampánydalának szánta, aki indult az 1969-es kaliforniai kormányzóválasztáson; a dal 1969. október 31-én kislemezen is megjelent, A-oldalán George Harrison Something című dalával. Morris Levy később beperelte Lennont, mert szerinte ellopta Chuck Berry You Can't Catch Me című dalából a „Here come old flat-top” sort. Az I Want You (She's So Heavy) Lennon Yoko Ono iránt érzett szerelmét fogalmazza meg; 7 perc 47 másodpercével ez a második leghosszabb Beatles-dal (a leghosszabb a Revolution 9). A dalt túl hosszúnak találták egy albumra, ezért egyszerűen elvágták valahol.) A dal második felében hallható „szél”-effektet Moog-szintetizátorral állították elő. A Because című dalban szintén főszerepet játszik a hangszer (Harrison játszott rajta). A dal akkordjai Beethoven Holdfény szonátáján alapulnak. Sun King: A Somethingról leválasztott részt Lennon önálló dallá dolgozta át. A szövege három angol nyelvű sor és három sor újlatin (olasz, spanyol portugál) zagyvaság.

### Paul McCartney
McCartney első dala az albumon, a Maxwell's Silver Hammer egy kalapácsos gyilkosról szól. Még a Let It Be felvétele idején írta, ahogy az a Let It Be című filmben is látható. Az Oh! Darling felvételével naponta csak egyszer próbálkozott, hogy hangja friss maradjon. A gyakorlást fürdés közben végezte.

### George Harrison
Az album A oldalának 2. dala a Something, Harrison talán legjobban sikerült szerzeménye. Két és fél hónap alatt mintegy negyvenszer vették fel, a felvételek között volt olyan, amelyen Eric Clapton volt a szólógitáros, és volt olyan is, amelyben túl hosszú volt a hangszeres rész, ezt leválasztották és átdolgozták, a címe Sun King lett. A Something egy, a kedvesével tökéletesen elégedett férfi ki nem mondott vallomása is lehet, bár a nő nincs megszólítva, George a hallgatóknak mond el mindent a kedves mozgásáról, mosolyáról, a kötődésről.
Here Comes the Sun: ezt a dalt is többször vette fel az együttes, az egyik felvételen Lennon nem is volt jelen. A dalban véget ér a tél, elolvad a jég, visszatér a mosoly az arcokra.

### Ringo Starr
Octopus's Garden: a dalhoz az ötletet egy Szardínián látott polip adta Ringónak. Ezt a dalt is többször vették fel, de Ringo mindaddig nem volt elégedett, amíg Harrison nem segített neki (a segítségért cserébe semmilyen igényt nem támasztott).

### Az „egyveleg”
Az album tetőpontja a tizenhat perces egyveleg, ami több rövid dalból áll, ezeket Paul McCartney és George Martin elegyítette egy szvitbe. A dalok többségét demó formában vették fel a The Beatles és a Let It Be (munkacím: Get Back) albumok készítésével kapcsolatos megbeszéléseken. 
 
A dalok egyébként sem a lemezen, sem a lemezborítón nem „Medley” (esetleg „The Medley”) címmel jelennek meg, hanem a saját címükkel azonosíthatóak, viszont a YouTube-on hallható egy Abbey Road Medley című egyveleg.
Az "egyveleg" dalai: 
- You never give me your money
- Sun King
- Mean Mr. Mustard
- Polythene Pam
- She came in through the bathroom window
- Golden slumbers
- Carry that weight
- The end

### Her Majesty
A The end után körülbelül 20 másodpercnyi szünetet követően hallható Lennon/McCartney nagyon rövid dala, a Her Majesty, Paul előadásában. Ez nem minden albumon van meg, de amelyiken rajta is van, annak a lemezborítóján sem szerepel a címe. Eredetileg a hosszú egyveleg része lett volna a Mean Mr. Mustard és a Polythene Pam között, később Paul kivágatta a hangmérnökkel, aki a szalag végére ragasztotta.

## Érdekességek

### A híres borító
A nevezetes albumborító az Abbey Road Studios előtti gyalogos-átkelőhelyen készült az Abbey Roadon, John Kosh kreatív menedzser ötlete és McCartney vázlata alapján 1969. augusztus 8-án délelőtt fél 12 körül. Iain Macmillan fotós egy imbolygó létrán állva készítette a felvételt, miután rendőri segítséggel tíz percre megállították a forgalmat. A képen az együttes tagjai balról jobbra kelnek át az úttesten, de ugyanekkor készült egy másik fotó is, ahol az együttes tagjai az ellenkező irányba sétálnak. Eredetileg az utóbbit tervezték szánták borítóképnek is, azonban végül a előbbi képet használták fel.
A lemezborító főszereplője a „halott” Paul. Halálának már 1966-ban híre kelt, erre más albumokon hallható dalok (Yellow Submarine, A Day in the Life, Strawberry Fields forever, Glass onion) és egyes lemezborítók is utalnak. A Sgt. Pepper’s Lonely Hearts Club Band lemezborítóján egyesek szerint hemzsegnek a halál-szimbólumok: Siva isten egyik karja Paulra mutat, akinek a feje fölött egy tenyér látható, a basszusgitár virágokból van kirakva, a hátlapon egyedül Paul áll háttal a képen. A Magical Mystery Tour borítóján Paul rozmárnak van öltözve.
Az Abbey Road lemezborítójának első oldala gyászmenetet ábrázol: „John megy elöl, a Prédikátor, utána Ringo, a Sírásó, őt követi Paul, a Megboldogult, végül a sort George, a Gyászoló zárja.”
Szintén az első oldalon, George feje mögött egy fehér színű Volkswagen Bogár  látható, amelynek rendszáma LMW 28IF. A „28IF” jelentheti azt is, hogy Paul 28 éves lenne, ha…. Bár Paul ekkor csak 27 éves volt, a hindu misztika a fogantatástól kezdve számítja az életkort. A konkrét autó egyébként 1986-ban egy árverésen 2530 angol fontért kelt el, és jelenleg a németországi Wolfsburgban, az Autostadt múzeumban kiállítva látható.
A borító hátsó oldalán egy kerítés fényképe van, melyen ez a felirat olvasható: Beatles Abbey Road N… (a többit egy elsuhanó fiatal nő szoknyája eltakarja). Látható, hogy a Beatles felirat S betűje megrepedt. 

Paulnak sok idejébe és energiájába került, amíg meggyőzte a hallgatókat, hogy igenis él és dolgozik.

## Az album dalai
| 1. | Come Together               | John Lennon, Paul McCartney | John Lennon     | 4:20 |
| 2. | Something                   | George Harrison             | George Harrison | 3:03 |
| 3. | Maxwell's Silver Hammer     | John Lennon, Paul McCartney | Paul McCartney  | 3:27 |
| 4. | Oh! Darling                 | John Lennon, Paul McCartney | Paul McCartney  | 3:26 |
| 5. | Octopus's Garden            | Richard Starkey             | Ringo Starr     | 2:51 |
| 6. | I Want You (She's So Heavy) | John Lennon, Paul McCartney | John Lennon     | 7:47 |

| 1.  | Here Comes the Sun                      | George Harrison             | George Harrison                                             | 3:05 |
| 2.  | Because                                 | John Lennon, Paul McCartney | John Lennon, Paul McCartney és George Harrison              | 2:45 |
| 3.  | You Never Give Me Your Money            | John Lennon, Paul McCartney | Paul McCartney                                              | 4:02 |
| 4.  | Sun King                                | John Lennon, Paul McCartney | John Lennon, Paul McCartney és George Harrison              | 2:26 |
| 5.  | Mean Mr. Mustard                        | John Lennon, Paul McCartney | John Lennon                                                 | 1:06 |
| 6.  | Polythene Pam                           | John Lennon, Paul McCartney | John Lennon                                                 | 1:12 |
| 7.  | She Came In Through the Bathroom Window | John Lennon, Paul McCartney | Paul McCartney                                              | 1:57 |
| 8.  | Golden Slumbers                         | John Lennon, Paul McCartney | Paul McCartney                                              | 1:31 |
| 9.  | Carry That Weight                       | John Lennon, Paul McCartney | Paul McCartney, John Lennon, George Harrison és Ringo Starr | 1:36 |
| 10. | The End                                 | John Lennon, Paul McCartney | Paul McCartney                                              | 2:05 |
| 11. | Her Majesty                             | John Lennon, Paul McCartney | Paul McCartney                                              | 0:23 |

## Felvételi részletek
"I Want You (She's So Heavy)". Első felvételi nap: 1969. február 22. a Trident Studiosban. Írta: John. Ének: John. Producer: Glyn Johns, Chris Thomas, George Martin. Hangmérnök: Barry Sheffield, Jeff Jarratt, Tony Clark, Geoff Emerick, Phil McDonald.
"Something". Első felvételi nap: 1969. április 16. az Abbey Road 2. stúdiójában. Írta: George. Ének: George. Producer: George Martin, Chris Thomas. Hangmérnök: Jeff Jarratt, Glyn Johns, Phil McDonald, Geoff Emerick.
"Oh! Darling". Első felvételi nap: 1969. április 20. az Abbey Road 3. stúdiójában. Írta: Paul. Ének: Paul. Producer: Chris Thomas, George Martin. Hangmérnök: Jeff Jarratt, Phil McDonald.
"Octopus's Garden". Első felvételi nap: 1969. április 26. az Abbey Road 2. stúdiójában. Írta: Ringo. Ének: Ringo. Producer: Chris Thomas, George Martin. Hangmérnök: Jeff Jarratt, Phil McDonald.
"You Never Give Me Your Money". Első felvételi nap: 1969. május 6. az Olympic Studiosban. Írta: Paul. Ének: Paul. Producer: George Martin. Hangmérnök: Glyn Johns, Phil McDonald, Geoff Emerick.
"Her Majesty". Első felvételi nap: 1969. július 2. az Abbey Road 2. stúdiójában. Írta: Paul. Ének: Paul. Producer: George Martin. Hangmérnök: Phil McDonald.
"Golden Slumbers"/"Carry That Weight". Első felvételi nap: 1969. július 2. az Abbey Road 2. stúdiójában. Írta: Paul. Ének: Paul. Producer: George Martin. Hangmérnök: Phil McDonald, Geoff Emerick.
"Here Comes the Sun". Első felvételi nap: 1969. július 7. az Abbey Road 2. stúdiójában. Írta: George. Ének: George. Producer: George Martin. Hangmérnök: Phil McDonald, Geoff Emerick.
"Maxwell's Silver Hammer". Első felvételi nap: 1969. július 9. az Abbey Road 2. stúdiójában. Írta: Paul. Ének: Paul. Producer: George Martin. Hangmérnök: Phil McDonald.
"Come Together". Első felvételi nap: 1969. július 21. az Abbey Road 3. stúdiójában. Írta: John. Ének: John. Producer: George Martin. Hangmérnök: Geoff Emerick, Phil McDonald.
"The End". Első felvételi nap: 1969. július 23. az Abbey Road 3. stúdiójában. Írta: Paul. Ének: Paul. Producer: George Martin. Hangmérnök: Geoff Emerick, Phil McDonald.
"Sun King"/"Mean Mr. Mustard". Első felvételi nap: 1969. július 24. az Abbey Road 2. stúdiójában. Írta: John. Ének: John. Producer: George Martin. Hangmérnök: Geoff Emerick, Phil McDonald.
"Polythene Pam"/"She Came in Through the Bathroom Window". Első felvételi nap: 1969. július 25. az Abbey Road 2. stúdiójában. Írta: John/Paul. Ének: John/Paul. Producer: George Martin. Hangmérnök: Geoff Emerick, Phil McDonald.
"Because". Első felvételi nap: 1969. augusztus 1. az Abbey Road 2. stúdiójában. Írta: John. Ének: John, Paul, George. Producer: George Martin. Hangmérnök: Geoff Emerick, Phil McDonald.

## Kiadások
| Ország                     | Dátum                | Kiadó                          | Formátum             | Katalógus     |
| Nagy-Britannia             | 1969. szeptember 26. | Apple Records                  | Sztereó nagylemez    | PCS 7088      |
| USA                        | 1969. október 1.     | Apple Records, Capitol Records | Sztereó nagylemez    | SO 383        |
| Új kiadás az egész világon | 1987. október 10.    | Apple Records, Parlophone, EMI | CD                   | CDP 7 46446 2 |
| Japán                      | 1998. március 11.    | Toshiba-EMI                    | CD                   | TOCP 51122    |
| Japán                      | 2004. január 21.     | Toshiba-EMI                    | újrakevert nagylemez | TOJP 60142    |

## Fordítás
- Ez a szócikk részben vagy egészben  az   Abbey Road című angol Wikipédia-szócikk fordításán alapul.  Az eredeti cikk szerkesztőit annak laptörténete sorolja fel. Ez a jelzés csupán a megfogalmazás eredetét és a szerzői jogokat jelzi, nem szolgál a cikkben szereplő információk forrásmegjelöléseként.
- Ez a szócikk részben vagy egészben  a   Sun King (song) című angol Wikipédia-szócikk fordításán alapul.  Az eredeti cikk szerkesztőit annak laptörténete sorolja fel. Ez a jelzés csupán a megfogalmazás eredetét és a szerzői jogokat jelzi, nem szolgál a cikkben szereplő információk forrásmegjelöléseként.

## Ajánlott irodalom
- Bánosi György-Horváth Endre-Tihanyi Ernő. B mint Beatles. Sygnatura (1993). ISBN 963 8208-104 (Az ISBN két másik könyvet is jelöl.)
- Lennon-McCartney. Yesterday ford.: Márton András:. Maecenas Könyvkiadó (1990)